# Raymond Chandler
Raymond Thornton Chandler (Chicago, 23 de juliol de 1888 - La Jolla, Califòrnia, 26 de març de 1959) fou un escriptor estatunidenc. És considerat com un dels pares de la novel·la negra nord-americana, juntament amb Dashiell Hammett. Fou el creador del personatge anomenat Philip Marlowe, que ha passat a la posteritat com un dels arquetips més famosos de detectiu privat de la narrativa criminal.

## Biografia
Fill de pare americà i de mare irlandesa, tots dos quàquers. Hom ha dit que el seu fat va ser viure sota la poderosa influència d'una dona d'edat superior. En primer terme, de la seva mare, amb la qual se'n va anar a viure a Anglaterra el 1896 amb motiu del divorci dels seus pares. Va estudiar al Dulwich Collegede Londres i va viatjar per França i Alemanya entre el 1905 i el 1907. El 1912, mare i fill van retornar als Estats Units i es van instal·lar a Califòrnia. Va participar voluntàriament a la Primera Guerra Mundial.
Després de la mort de la seva mare es casà amb Pearl Cecil Bowen, disset anys més gran que ell. Va treballar com un alt executiu dins el món industrial fins al 1932, any en què va ser despatxat. Fou aleshores quan començà la seva carrera literària, afegint-se a la tendència d'escriptors «durs» de la novel·la policíaca americana. Va començar escrivint relats curts per a les revistes pulps, com Black Mask o Dime Detective Magazine. El 1939, amb The Big Sleep (La gran dormida), inicia la sèrie de novel·les llargues amb el protagonisme del detectiu Philip Marlowe.
El 1942 abandonaria la seva producció literària per fer una incursió a Hollywood seguint la crida de Billy Wilder perquè adaptés al cinema la novel·la de James M. Cain Double Indemnity (Doble indemnització). Els grans emoluments que oferia la Paramount als seus millors guionistes feu que es quedés a la productora fins a les acaballes dels anys 40. Aleshores retornà a la producció estrictament literària.
Algunes de les seves obres han estat portades al cinema. La versió de The Big Sleep (1946), protagonitzada per Lauren Bacall i Humphrey Bogart i dirigida per Howard Hawks, especialment, esdevingué un clàssic del gènere.

## Estil
Raymond Chandler forma part de la segona generació de l'escola «dura» de narradors policíacs americans (després dels escriptors pioners de la Black Mask). Així, s'inscriu clarament en la tendència hard-boiled (dur i en ebullició) inaugurada per Dashiell Hammett: realisme crític i sarcàstic sobre la societat i el context polític, ritme i acció intensos, diàlegs directes i mordassos, i la típica tendència conductista de la primera novel·la negra nord-americana. Però se'n distancia per una menor dosi de violència, un major pes del subjectivisme (amb una particular ironia), i un alè romàntic que l'inclina al meliorisme i a l'esperança en uns determinats valors ètics de caràcter individual.
D'un estil narratiu acurat i enginyós, destaca per la seva adjectivació i el brillant ús de les analogies.
Tota la seva obra, especialment la sèrie de novel·les protagonitzades per Philip Marlowe, expressa l'enfrontament d'un humanista amb les realitats profundes del seu entorn, per mitjà de la confrontació d'un precari ideal de justícia amb l'enviliment produït pels diners i pel poder. Un altre tema característic de la seva obra és l'amenaça del pas del temps i de la mort en un clima general de marciment. Això probablement s'explica, en part, pel fet que iniciés la seva obra a una edat avançada i hagués de viure la seva vellesa en el context hollywoodià, poc caritatiu enfront del decandiment físic. Juntament amb això, hi jugà un pes important el fet d'estar casat amb una dona molt més gran que ell.
Tot i que no fou l'inventor del personatge del detectiu privat, dur, sagaç, amb una inexcusable dosi de whisky diària, escèptic i enfrontat a un món de corrupció, és indubtable que Raymond Chandler va crear escola amb el seu inconfusible Philip Marlowe, fins al punt que un bon grapat de personatges posteriors han hagut de passar inevitablement pel tràngol de les comparacions. De Pepe Carvalho, el detectiu creat per Manuel Vázquez Montalbán, s'ha dit per exemple que és el Marlowe espanyol.

## Rebuda de la crítica
Crítics i escriptors, com WH Auden, Evelyn Waugh i Ian Fleming, van admirar molt la prosa de Chandler. En una discussió a la ràdio amb Chandler, Fleming va dir que Chandler va oferir «alguns dels millors diàlegs escrits en qualsevol prosa actual». L'escriptor de misteri contemporani Paul Levine ha descrit l'estil de Chandler com «l'equivalent literari d'un cop de puny ràpid a l'intestí». L'estil ràpid i dur de Chandler es va inspirar sobretot en Dashiell Hammett, però els seus símils aguts i lírics són originals: «El musell del Luger semblava la boca del túnel del segon carrer»; «Tenia un cor tan gran com un de«ls malucs de Mae West»; «Els morts són més pesats que els cors trencats»; «Vaig tornar als passos del mar i els vaig baixar amb tanta cautela com un gat sobre un terra mullat»; «Era boig com un parell de ratolins valsers, però m'agradava»; «Em vaig sentir com una cama amputada»; «Era tan discret com una taràntula en un pastís de noces». L'escriptura de Chandler va redefinir el gènere de ficció d'ulls privats, va portar a l'encunyació de l'adjectiu «Chandleresque» i, inevitablement, es va convertir en objecte de paròdia i pastitx. No obstant això, el detectiu Philip Marlowe no és un tipus estereotipat dur, sinó un home complex, de vegades sentimental, amb pocs amics, que va anar a la universitat, que parla una mica de castellà i de vegades admira els mexicans i els negres, i que és estudiant d'escacs i música clàssica. És un home que rebutja la quota d'un client potencial per una feina que considera poc ètica.
L'alta estima que Chandler té en general avui dia contrasta amb els franctiradors crítics que van picar l'autor durant la seva vida. En una carta de març de 1942 a Blanche Knopf, publicada a Selected Letters of Raymond Chandler, va escriure: «El que més em fa mal és que quan escric una cosa que és dura, ràpida i plena de caos i assassinats, em fan malbé per sent dur i ràpid i ple de caos i assassinats, i després, quan intento atenuar una mica el to i desenvolupar el costat mental i emocional d'una situació, em fan malbé per haver deixat de banda allò que em van criticar per posar-hi la primera vegada».
Encara que la seva obra gaudeix d'una aclamació generalitzada avui, Chandler ha estat criticat per certs aspectes de la seva escriptura. El crític del Washington Post, Patrick Anderson, va descriure els seus arguments com «divagants en el millor dels casos i incoherents en el pitjor» (notòriament, fins i tot Chandler no sabia qui va assassinar el xofer a The Big Sleep) i Anderson va criticar el tractament que Chandler feia de negres, dones i dones. personatges homosexuals, anomenant-lo un «home bastant desagradable de vegades». No obstant això, Anderson va elogiar Chandler com «probablement el més líric dels principals escriptors de crim».
Els contes i les novel·les de Chandler estan escrites de manera evocadora, transmetent el temps, el lloc i l'ambient de Los Angeles i els seus voltants als anys trenta i quaranta. Els llocs són reals, encara que pseudònims: Bay City és Santa Mònica, Grey Lake és Silver Lake i Idle Valley una síntesi de comunitats riques de la vall de San Fernando.
Playback és l'única de les seves novel·les que no ha estat adaptada cinematogràficament. Sens dubte, l'adaptació més destacada és The Big Sleep (1946), de Howard Hawks, amb Humphrey Bogart com Philip Marlowe. William Faulkner va ser coguionista del guió. Els pocs esforços de guió de Chandler i l'adaptació cinematogràfica de les seves novel·les van demostrar una influència estilística i temàtica en el gènere del cinema negre nord-americà. Destaca per la seva interpretació revisada del personatge de Marlowe, trasplantant la novel·la als anys setanta, és l'adaptació neo-noir de Robert Altman de 1973 de The Long Goodbye.
Chandler també va ser un crític perceptiu de la ficció policial; el seu assaigThe Simple Art of Murder és l'assaig canònic en aquest camp.

## En la cultura popular
La compositora britànica Robyn Hitchcock va retre homenatge a Chandler a la cançó Raymond Chandler Evening de l'àlbum Element of Light de 1986.
Al número 11 de l'influent fanzine Ciberpunk Cheap Truth, Vincent Omniaveritas va realitzar una entrevista fictícia a Chandler. L'entrevista opina que les opinions de Chandler sobre el potencial de respectabilitat en la ficció de polp i gènere també es podrien aplicar a la ciència-ficció, concretament al moviment Cyberpunk. També es burla de la famosa caricatura de 1953 de Chandler de ciència-ficció pulp. Al documental de 2012, The Doors: Mr. Mojo Risin'- The Story of LA Woman, el teclista Ray Manzarek descriu la lletra de Jim Morrison a LA Woman: «Un altre àngel perdut a la ciutat de la nit». «La lletra era molt bona. Així doncs, Raymond Chandler, com Nathanael West, com els anys 30 i 40, el costat fosc de Los Angeles. Un lloc on Jim aniria fàcilment».
A la temporada 4 (1993) de la sèrie de televisió Northern Exposure, l'episodi 16 comença amb Chris llegint a Ed un llibre amb coberta visible que mostra «Midnight - Raymond Chandler» mentre està assegut al bar Brick a la ciutat fictícia de Cicely, Alaska. Chris llegeix un passatge d'un llibre sobre el vent sec i calent del desert que fa que la gent actuï de manera inesperadament agressiva. L'episodi en si té una premissa similar, és a dir, el «mal vent» bufa per Cicely. Després d'escoltar el passatge, Ed, impressionat, pronuncia «Whoa». Chris fa l'ullet i diu: «Raymond Chandler!»
A la temporada 4, episodi 18 de la sitcom Friends, durant un debat sobre si anomenar o no un dels tres bessons de Phoebe «Chandler» o «Joey», Joey desafia Chandler a «anomenar una persona famosa anomenada Chandler». Chandler respon amb «Raymond Chandler», a la qual cosa en Joey respon: «Algú que no has inventat!»
El popular programa de superherois japonès Kamen Rider va fer referència a The Long Goodbye de Raymond Chandler a la sèrie de 2009 Kamen Rider W. Kamen Rider W és la història de dos detectius, Shotaro Hidari i Phillip, que es converteixen en un quan es transformen en W, i lluiten contra criminals que són alimentat per unitats flash USB semblants a drogues anomenades Gaia Memories. Phillip porta el nom de Philip Marlowe; el seu nom va ser escollit per Narumi Soukichi, mentor de Shotaro Hidari i fan de The Long Goodbye de Chandler. Molts episodis de l'espectacle fan referència a l'estil dur que apareix a les obres de Chandler. La versió japonesa del llibre es pot veure de manera destacada a «Kamen Rider X Kamen Rider W & Decade Movie Tais 2010», així com a tota la sèrie de televisió al prestatge de Shotaro, al costat del seu escriptori on escriu les seves memòries de casos d'una manera difícil. -estil bullit, mig bullit.
Al videojoc Cyberpunk 2077, hi ha una recerca secundària anomenada Raymond Chandler Evening, en què el protagonista segueix la dona d'un client que se sospita d'enganyar, tot mentre la recerca es narra com un ull privat d'una antiga pel·lícula negra.

## Obra
Narracions breus per a la Black Mask:
- Blackmailers Don't Shoot (Els xantatgistes no disparen), 1933[18]
- Smart-Aleck Kill (La matança d'Aleck el viu), 1934[19]
- Killer in the Rain (Assassí en la pluja), 1935[20]
- The Man Who Liked the Dogs (L'home que estimava els gossos), 1936
- Try the Girl (Cerqueu la noia), 1937

Novel·les:
El 1939 aparegué la seva primera novel·la, The Big Sleep, amb la qual aconseguí un èxit notable. Fou un dels conreadors més destacats de la novel·la negra. En els seus relats, caracteritzats per una gran concisió en l'expressió i pel domini del diàleg, descriu la corrupció de la societat, a la qual oposa un heroi íntegre i solitari, el detectiu Philip Marlowe, protagonista de les seves novel·les.
- The Big Sleep (La gran dormida), 1939[21]
- Farewell, my Lovely (Adéu, nena), 1940
- The High Window (La finestra alta), 1942
- The Lady in the Lake (La dama del llac), 1943
- The Little Sister (La germana petita), 1949
- The Long Goodbye (El llarg adéu), 1953
- Playback, 1958

Guions pel cinema:
- Double Indemnity (Doble indemnització). Billy Wilder, 1944
- And Now Tomorrow (L'esdevenidor és llarg). Irving Pichel, 1944
- The Unseen (El misteri). Lewis Allen, 1945
- The Blue Dahlia (La dàlia blava). George Marshall, 1946
- Strangers on a Train (Estranys en un tren). Alfred Hitchcock, 1951